# Чемпионат России по тяжёлой атлетике 2025
34-й Чемпионат России по тяжёлой атлетике 2025 года прошёл с 10 по 13 августа в Санкт-Петербурге и был посвящён 140-летию этого вида спорта в стране. Соревнования состоялись в зале КСК «Арена».
Ранее в Санкт-Петербурге уже проходил чемпионат России по тяжёлой атлетике в 1993 году. Тот турнир был вторым по счёту национальным первенством новой России.
Первый всероссийский чемпионат по тяжёлой атлетике прошёл 15—26 апреля 1897 года в Михайловском манеже Санкт-Петербурга.
Это чемпионат России прошёл по старым весовым категориям. Новые весовые категории, утверждённые Международной федерации тяжёлой атлетики (IWF), вступившие в силу с 1 июня 2025 года, пока применены не были.

## Рекорды

### Рекорды России
- Даниил Вагайцев (Кемеровская область/Московская область) категория свыше 109 кг — рекорд в толчке 236 кг.

## Медалисты

### Мужчины
| Дисциплины   | Золото                                                            | Золото    | Серебро                                                   | Серебро  | Бронза                                                         | Бронза   |
| до 55 кг     | до 55 кг                                                          | до 55 кг  | до 55 кг                                                  | до 55 кг | до 55 кг                                                       | до 55 кг |
| ------------ | ----------------------------------------------------------------- | --------- | --------------------------------------------------------- | -------- | -------------------------------------------------------------- | -------- |
| Рывок        | Исмаил Гаджибеков (Дагестан)                                      | 105 кг    | Ислам Абакаров (Дагестан)                                 | 99 кг    | Гор Унанян (Краснодарский край)                                | 99 кг    |
| Толчок       | Исмаил Гаджибеков (Дагестан)                                      | 127 кг    | Оганнес Вардеванян (ХМАО)                                 | 127 кг   | Ислам Абакаров (Дагестан)                                      | 125 кг   |
| Сумма        | Исмаил Гаджибеков (Дагестан)                                      | 232 кг    | Оганнес Вардеванян (ХМАО)                                 | 225 кг   | Ислам Абакаров (Дагестан)                                      | 224 кг   |
| до 61 кг     |                                                                   |           |                                                           |          |                                                                |          |
| Рывок        | Кирилл Рябых (Санкт-Петербург)                                    | 110 кг    | Равиль Джафаров (Санкт-Петербург)                         | 109 кг   | Владислав Осокин (Новосибирская область)                       | 109 кг   |
| Толчок       | Кирилл Рябых (Санкт-Петербург)                                    | 139 кг    | Равиль Джафаров (Санкт-Петербург)                         | 137 кг   | Олег Прокопьев (Красноярский край)                             | 134 кг   |
| Сумма        | Кирилл Рябых (Санкт-Петербург)                                    | 249 кг    | Равиль Джафаров (Санкт-Петербург)                         | 246 кг   | Владислав Осокин (Новосибирская область)                       | 243 кг   |
| до 67 кг     |                                                                   |           |                                                           |          |                                                                |          |
| Рывок        | Альберт Шарков (Краснодарский край/ Ульяновская область)          | 139 кг    | Аслан Бзасежев (Адыгея)                                   | 128 кг   | Иван Усов (Брянская область)                                   | 128 кг   |
| Толчок       | Альберт Шарков (Краснодарский край/ Ульяновская область)          | 156 кг    | Рамиль Джафаров (Санкт-Петербург)                         | 156 кг   | Иван Усов (Брянская область)                                   | 155 кг   |
| Сумма        | Альберт Шарков (Краснодарский край/ Ульяновская область)          | 295 кг    | Иван Усов (Брянская область)                              | 283 кг   | Кирилл Лабарев (Оренбургская область)                          | 282 кг   |
| до 73 кг     |                                                                   |           |                                                           |          |                                                                |          |
| Рывок        | Сергей Петров (Кемеровская область Кузбасс/ Ставропольский край)  | 149 кг    | Зулфат Гараев (Татарстан)                                 | 149 кг   | Тамерлан Гулиев (Москва)                                       | 138 кг   |
| Толчок       | Сергей Петров (Кемеровская область Кузбасс/ Ставропольский край)  | 175 кг    | Зулфат Гараев (Татарстан)                                 | 170 кг   | Артём Шабанов (Омская область)                                 | 166 кг   |
| Сумма        | Сергей Петров (Кемеровская область Кузбасс/ Ставропольский край)  | 324 кг    | Зулфат Гараев (Татарстан)                                 | 319 кг   | Тамерлан Гулиев (Москва)                                       | 303 кг   |
| до 81 кг     |                                                                   |           |                                                           |          |                                                                |          |
| Рывок        | Геворг Серобян (Республика Крым/ Донецкая Народная Республика)    | 155 кг    | Илья Иудин (Владимирская область)                         | 152 кг   | Вячеслав Яркин (Краснодарский край)                            | 151 кг   |
| Толчок       | Илья Иудин (Владимирская область)                                 | 187 кг    | Вячеслав Яркин (Краснодарский край)                       | 182 кг   | Дзамболат Шанаев (Санкт-Петербург)                             | 178 кг   |
| Сумма        | Илья Иудин (Владимирская область)                                 | 339 кг    | Вячеслав Яркин (Краснодарский край)                       | 333 кг   | Геворг Серобян (Республика Крым/ Донецкая Народная Республика) | 332 кг   |
| до 89 кг     |                                                                   |           |                                                           |          |                                                                |          |
| Рывок        | Рамзан Джанхотов (Чеченская Республика)                           | 160 кг    | Игорь Изотов (Новосибирская область/ Забайкальский край)  | 156 кг   | Артём Окулов (Москва)                                          | 155 кг   |
| Толчок       | Артём Окулов (Москва)                                             | 196 кг    | Рамзан Джанхотов (Чеченская Республика)                   | 190 кг   | Шамиль Аммаев (Ханты-Мансийский автономный округ)              | 188 кг   |
| Сумма        | Артём Окулов (Москва)                                             | 351 кг    | Рамзан Джанхотов (Чеченская Республика)                   | 350 кг   | Шамиль Аммаев (Ханты-Мансийский автономный округ)              | 342 кг   |
| до 96 кг     |                                                                   |           |                                                           |          |                                                                |          |
| Рывок        | Георгий Купцов (Кемеровская область/ Ставропольский край)         | 169 кг    | Егор Климонов (Москва)                                    | 160 кг   | Михаил Подкорытов (Москва)                                     | 160 кг   |
| Толчок       | Георгий Купцов (Кемеровская область/ Ставропольский край)         | 206 кг    | Никита Хрулёв (Москва)                                    | 205 кг   | Михаил Подкорытов (Москва)                                     | 201 кг   |
| Сумма        | Георгий Купцов (Кемеровская область/ Ставропольский край)         | 375 кг    | Михаил Подкорытов (Москва)                                | 361 кг   | Никита Хрулёв (Москва)                                         | 360 кг   |
| до 102 кг    |                                                                   |           |                                                           |          |                                                                |          |
| Рывок        | Сармат Теблоев (Санкт-Петербург)                                  | 171 кг    | Максим Могучев (Москва/ Брянская область)                 | 166 кг   | Артём Грудинин (Красноярский край)                             | 160 кг   |
| Толчок       | Сармат Теблоев (Санкт-Петербург)                                  | 197 кг    | Максим Могучев (Москва/ Брянская область)                 | 196 кг   | Егор Пушмин (Московская область)                               | 196 кг   |
| Сумма        | Сармат Теблоев (Санкт-Петербург)                                  | 368 кг    | Максим Могучев (Москва/ Брянская область)                 | 362 кг   | Станислав Прошин (Брянская область/ Московская область)        | 352 кг   |
| до 109 кг    |                                                                   |           |                                                           |          |                                                                |          |
| Рывок        | Артур Бабаян (Москва)                                             | 176 кг    | Хас-Магомед Балаев (Кабардино-Балкария)                   | 175 кг   | Виктор Кондратьев (Курская область)                            | 172 кг   |
| Толчок       | Хас-Магомед Балаев (Кабардино-Балкария)                           | 221 кг    | Артур Бабаян (Москва)                                     | 215 кг   | Виктор Кондратьев (Курская область)                            | 210 кг   |
| Сумма        | Хас-Магомед Балаев (Кабардино-Балкария)                           | 396 кг    | Артур Бабаян (Москва)                                     | 391 кг   | Виктор Кондратьев (Курская область)                            | 382 кг   |
| свыше 109 кг |                                                                   |           |                                                           |          |                                                                |          |
| Рывок        | Арсен Наниев (Ханты-Мансийский автономный округ/ Северная Осетия) | 195 кг    | Даниил Вагайцев (Кемеровская область/ Московская область) | 190 кг   | Арсений Спицин (Владимирская область)                          | 180 кг   |
| Толчок       | Даниил Вагайцев (Кемеровская область/ Московская область)         | 236 кг NR | Арсен Мерденов (Санкт-Петербург)                          | 227 кг   | Арсений Спицин (Владимирская область)                          | 211 кг   |
| Сумма        | Даниил Вагайцев (Кемеровская область/ Московская область)         | 426 кг    | Арсен Мерденов (Санкт-Петербург)                          | 401 кг   | Арсений Спицин (Владимирская область)                          | 391 кг   |

### Женщины
| Дисциплины  | Золото                                                         | Золото   | Серебро                                                     | Серебро  | Бронза                                                     | Бронза   |
| до 45 кг    | до 45 кг                                                       | до 45 кг | до 45 кг                                                    | до 45 кг | до 45 кг                                                   | до 45 кг |
| ----------- | -------------------------------------------------------------- | -------- | ----------------------------------------------------------- | -------- | ---------------------------------------------------------- | -------- |
| Рывок       | Александра Фурдик (Московская область)                         | 66 кг    | Регина Шайдуллина (Татарстан)                               | 65 кг    | Юлия Самойлова (Ульяновская область/ Оренбургская область) | 59 кг    |
| Толчок      | Регина Шайдуллина (Татарстан)                                  | 89 кг    | Александра Фурдик (Московская область)                      | 79 кг    | Надежда Панова (Забайкальский край)                        | 76 кг    |
| Сумма       | Регина Шайдуллина (Татарстан)                                  | 154 кг   | Александра Фурдик (Московская область)                      | 145 кг   | Юлия Самойлова (Ульяновская область/ Оренбургская область) | 131 кг   |
| до 49 кг    |                                                                |          |                                                             |          |                                                            |          |
| Рывок       | Елизавета Жаткина (Красноярский край)                          | 75 кг    | Кристина Соболь (Санкт-Петербург)                           | 74 кг    | Полина Андреева (Чувашия/ Кабардино-Балкария)              | 74 кг    |
| Толчок      | Елизавета Жаткина (Красноярский край)                          | 95 кг    | Виктория Смолякова (Ставропольский край)                    | 88 кг    | Ирина Баймулкина (Чувашия/ Владимирская область)           | 87 кг    |
| Сумма       | Елизавета Жаткина (Красноярский край)                          | 170 кг   | Кристина Соболь (Санкт-Петербург)                           | 158 кг   | Виктория Смолякова (Ставропольский край)                   | 158 кг   |
| до 55 кг    |                                                                |          |                                                             |          |                                                            |          |
| Рывок       | Светлана Ершова (Воронежская область)                          | 83 кг    | Кристина Новицкая (Челябинская область/ Курганская область) | 82 кг    | Милана Кутякина (Республика Татарстан)                     | 81 кг    |
| Толчок      | Кристина Новицкая (Челябинская область/ Курганская область)    | 102 кг   | Милана Кутякина (Республика Татарстан)                      | 100 кг   | Светлана Ершова (Воронежская область)                      | 98 кг    |
| Сумма       | Кристина Новицкая (Челябинская область/ Курганская область)    | 184 кг   | Светлана Ершова (Воронежская область)                       | 181 кг   | Милана Кутякина (Республика Татарстан)                     | 181 кг   |
| до 59 кг    |                                                                |          |                                                             |          |                                                            |          |
| Рывок       | Ольга Тё (Омская область)                                      | 91 кг    | Екатерина Красулина (Кемеровская область Кузбасс)           | 88 кг    | Наталья Ильина (ХМАО)                                      | 85 кг    |
| Толчок      | Екатерина Красулина (Кемеровская область Кузбасс)              | 108 кг   | Ольга Тё (Омская область)                                   | 104 кг   | Наталья Ильина (ХМАО)                                      | 102 кг   |
| Сумма       | Екатерина Красулина (Кемеровская область Кузбасс)              | 196 кг   | Ольга Тё (Омская область)                                   | 195 кг   | Наталья Ильина (ХМАО)                                      | 187 кг   |
| до 64 кг    |                                                                |          |                                                             |          |                                                            |          |
| Рывок       | Анастасия Анзорова (Тюменская область)                         | 87 кг    | Полина Павлович (Сахалинская область)                       | 86 кг    | Яна Кондрашова (Московская область)                        | 85 кг    |
| Толчок      | Анастасия Анзорова (Тюменская область)                         | 109 кг   | Полина Павлович (Сахалинская область)                       | 104 кг   | Ольга Афанасьева (Челябинская область)                     | 100 кг   |
| Сумма       | Анастасия Анзорова (Тюменская область)                         | 196 кг   | Полина Павлович (Сахалинская область)                       | 190 кг   | Яна Кондрашова (Московская область)                        | 185 кг   |
| до 71 кг    |                                                                |          |                                                             |          |                                                            |          |
| Рывок       | Зарина Гусалова (Санкт-Петербург)                              | 110 кг   | Евгения Гусева (Московская область/ Мордовия)               | 99 кг    | Анастасия Лактионова (Москва)                              | 90 кг    |
| Толчок      | Зарина Гусалова (Санкт-Петербург)                              | 130 кг   | Евгения Гусева (Московская область/ Мордовия)               | 120 кг   | Анастасия Лактионова (Москва)                              | 115 кг   |
| Сумма       | Зарина Гусалова (Санкт-Петербург)                              | 240 кг   | Евгения Гусева (Московская область/ Мордовия)               | 219 кг   | Анастасия Лактионова (Москва)                              | 205 кг   |
| до 76 кг    |                                                                |          |                                                             |          |                                                            |          |
| Рывок       | Ксения Баракина (Краснодарский край)                           | 100 кг   | Татьяна Федичкина (Москва)                                  | 86 кг    | Евгения Жукова (Воронежская область/ Коми)                 | 85 кг    |
| Толчок      | Анастасия Романова (Краснодарский край/ Нижегородская область) | 125 кг   | Ксения Баракина (Краснодарский край)                        | 115 кг   | Евгения Жукова (Воронежская область/ Коми)                 | 108 кг   |
| Сумма       | Ксения Баракина (Краснодарский край)                           | 215 кг   | Евгения Жукова (Воронежская область/ Коми)                  | 193 кг   | Татьяна Федичкина (Москва)                                 | 192 кг   |
| до 81 кг    |                                                                |          |                                                             |          |                                                            |          |
| Рывок       | Мария Груздова (Белгородская область)                          | 100 кг   | Галина Сашина (Санкт-Петербург)                             | 90 кг    | Дарья Рябова (Алтайский край/ Крым)                        | 90 кг    |
| Толчок      | Мария Груздова (Белгородская область)                          | 125 кг   | Дарья Рябова (Алтайский край/ Крым)                         | 117 кг   | Галина Сашина (Санкт-Петербург)                            | 115 кг   |
| Сумма       | Мария Груздова (Белгородская область)                          | 225 кг   | Дарья Рябова (Алтайский край/ Крым)                         | 207 кг   | Галина Сашина (Санкт-Петербург)                            | 205 кг   |
| до 87 кг    |                                                                |          |                                                             |          |                                                            |          |
| Рывок       | Дана Теблоева (Санкт-Петербург)                                | 98 кг    | Анна Зубко (ЯНАО)                                           | 97 кг    | Анастасия Ломакина (Иркутская область/ Республика Коми)    | 91 кг    |
| Толчок      | Анастасия Ломакина (Иркутская область/ Республика Коми)        | 120 кг   | Анна Зубко (ЯНАО)                                           | 119 кг   | Варвара Андрюшина (Брянская область)                       | 116 кг   |
| Сумма       | Анна Зубко (ЯНАО)                                              | 216 кг   | Дана Теблоева (Санкт-Петербург)                             | 214 кг   | Анастасия Ломакина (Иркутская область/ Республика Коми)    | 211 кг   |
| свыше 87 кг |                                                                |          |                                                             |          |                                                            |          |
| Рывок       | Елена Качаева (Краснодарский край)                             | 99 кг    | Ксения Пасхина (Челябинская область)                        | 98 кг    | Мария Белозерова (Москва)                                  | 96 кг    |
| Толчок      | Елена Качаева (Краснодарский край)                             | 130 кг   | Ксения Пасхина (Челябинская область)                        | 125 кг   | Виктория Орлова (Республика Коми)                          | 121 кг   |
| Сумма       | Елена Качаева (Краснодарский край)                             | 229 кг   | Ксения Пасхина (Челябинская область)                        | 223 кг   | Мария Белозерова (Москва)                                  | 216 кг   |